# Palazzo Merlini

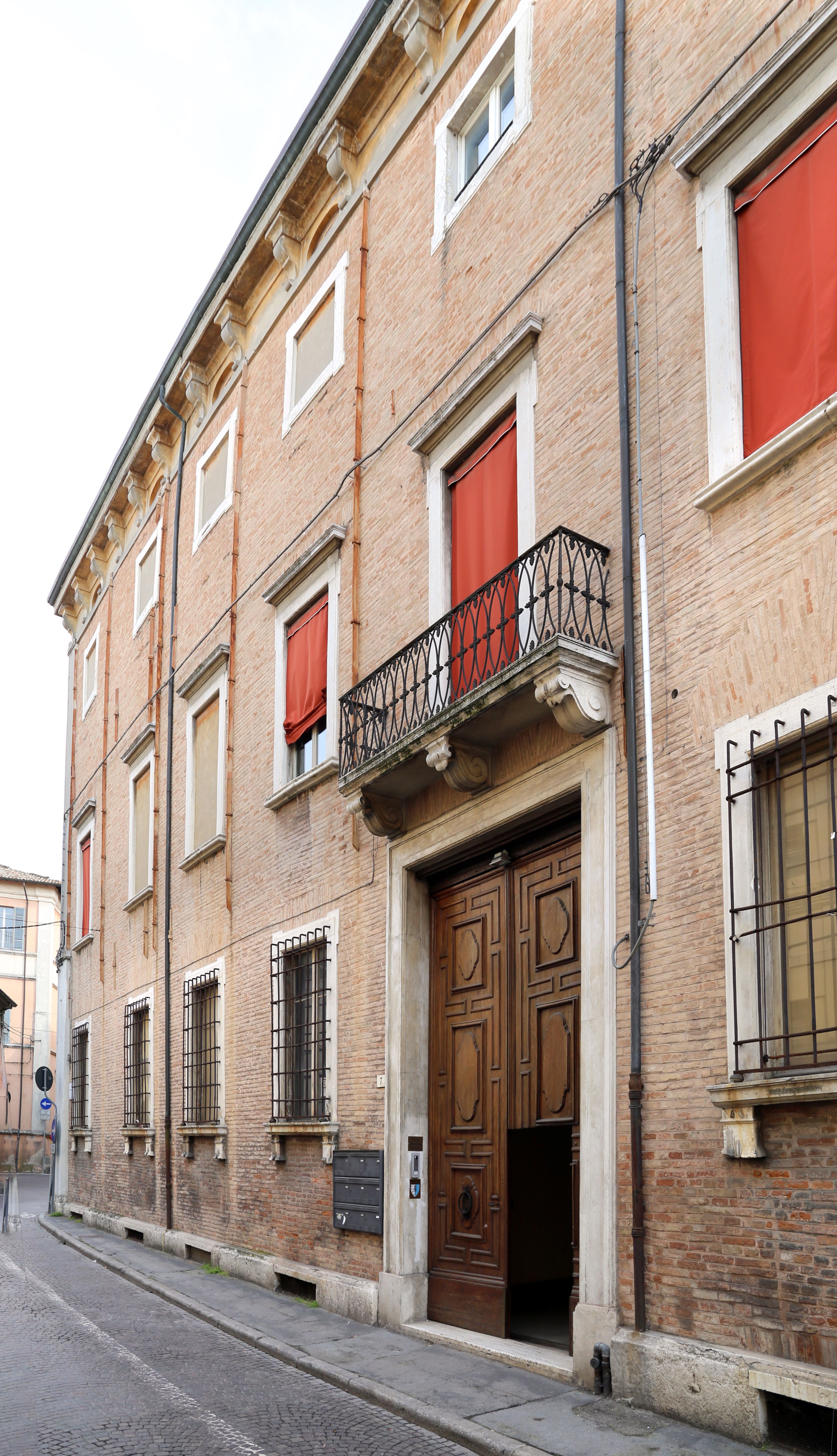
Palazzo Merlini in der Via Piero Maroncelli 7

Der Palazzo Merlini ist ein Barockpalast aus dem 18. Jahrhundert im historischen Zentrum von Forlì in der italienischen Region Emilia-Romagna. Er liegt in der Via Piero Maroncelli 7, nicht weit entfernt vom Palazzo Piazza Paulucci und der Kathedrale Santa Croce. Im Inneren ist er mit zahlreichen Stuckarbeiten und Fresken dekoriert, die vom Maler Davide Zanotti und vom Bildhauer Giuseppe Marchetti geschaffen wurden.

## Geschichte und Beschreibung
Zu den verschiedenen Persönlichkeiten, die der verzweigten Familie Merlini Prestige verliehen, gehörte auch Francesco Maria Merlini, der 1635–1644 Bischof von Cervia war.
In den Fresken einiger Räume im Erdgeschoss, insbesondere im Saal von Bacchus und Ariadne und im Saal des Sonnenwagens kann man einen bemerkenswerten Beitrag des Malers Felice Giani und seiner Werkstatt erkennen.
Eine imposante Treppe führt zu den Räumen im ersten Obergeschoss, die heute größtenteils vom Circolo Democratico Forlivese (dt.: Demokratischer Zirkel von Forlì) genutzt, der 1882 gegründet wurde und auch den ehrenwerten Abgeordneten Antonio Fratti (1845–1897) zu ihren Mitgliedern zählte.
Zahlreiche Räume des Palastes wurden von Giacomo Zampa dekoriert. Der Hauptsalon des Palastes dient heute Repräsentations-, Unterhaltungs- und Veranstaltungszwecken. Er war auch Sitz des Amateurdramatikers Gustavo Modena.
Auch war der Palast Sitz des Circolo Giuseppe Mazzini, der von Aurelio Saffi gegründet wurde, und daher auch der politischen Gruppierung der Republikaner von ihrer Gründung bis 1921.